# Hystrix japonica
Hystrix japonica là một loài thực vật có hoa trong họ Hòa thảo. Loài này được (Hack.) Ohwi mô tả khoa học đầu tiên năm 1936.